# Ctenocompa famulk
Ctenocompa famulk är en fjärilsart som beskrevs av Edward Meyrick 1920. Ctenocompa famulk ingår i släktet Ctenocompa och familjen säckspinnare. Inga underarter finns listade i Catalogue of Life.